# Gabriella Besanzoni
Gabriella Besanzoni (Roma, 20 de janeiro de 1888 — Roma, 8 de julho de 1962) foi uma cantora lírica italiana, registrada como uma contralto.
Casou com o empresário brasileiro Henrique Lage, vivendo parte de sua vida no Rio de Janeiro, Brasil.

## Biografia

### Carreira lírica
Gabriella Besanzoni estudou na Accademia di Santa Cecilia em Roma, onde teve Alessandro Maggi e Brizzi Ibilda como professores. Sua estréia foi em Viterbo, em 1911, interpretando Adalgisa. Em função de seu médio registro de voz, assim como por seus ricos tons baixos, Besanzoni aprofundou seus estudos para este registro de voz específico, e reapareceu como uma autêntica mezzo-soprano, no Teatro Costanzi em Roma, em 1913, embora fosse uma contralto. Nas décadas de 1910 e 1920, Besanzoni consagrou-se uma grande estrela no Teatro Colón de Buenos Aires, assim como em outros importantes teatros da América do Sul, tal como o Teatro Municipal do Rio de Janeiro.
Interpretou Dalila, Carmen, Marina, Amneris, Adalgisa, Lola, La Cieca, Preziosilla, Leonora em La Favorita, Mignon, Isabella em L'Italiana in Algeri, cantando no Colón até 1935. Carmen foi o papel que lhe trouxe mais fama e sucesso internacional, sendo então a ópera escolhida para sua apresentação de despedida nas Termas de Caracala em Roma, em 1939, onde meio-século mais tarde os três tenores do século XX, também se apresentariam juntos - Pavarotti, Plácido Domingo e José Carreras.

### Casamento com Henrique Lage
Besanzoni despertou a paixão do abastado empresário carioca, Henrique Lage, que com ela se casou em 1925. Lage mandou construir um palacete para sua amada cantora, no bairro do Jardim Botânico, que hoje é conhecido como o Parque Lage. O palacete logo se transformou em palco de reuniões sociais e muitos saraus. Em 1941, Henrique Lage faleceu, deixando Besanzoni viúva. Não havendo herdeiros necessários, mas apenas uma filha adotiva, Laurinda e, em sendo Besanzoni uma estrangeira, muitos bens deixados por Henrique Lage foram para o patrimônio nacional. Alguns destes bens, como a Companhia do Gandarela, foram devolvidos para ela, que os vendeu posteriormente para Francisco João Bocaiúva Catão. Consta que ela acabou retornando à Itália, onde passou a lecionar canto, vivendo entretanto uma vida bem mais modesta que a anterior. Besanzoni faleceu em 1962, em sua terra natal.